# Acindino (nome)
Acindino  è un nome proprio di persona italiano maschile.

## Varianti in altre lingue
- Catalano: Acindí[3]
- Greco antico: Ἀκίνδυνος (Akindynos)
- Latino: Acindynus[1][4]
- Polacco: Akyndyn
- Spagnolo: Acindino[3]

## Origine e diffusione
È un nome di origine greca, basato sul termine κίνδυνος (kindynos, "pericolo") con l'aggiunta di un'alfa privativa, e significa quindi "senza pericolo", "sicuro". L'accento è sulla prima "i" (Acìndino).
Il nome venne utilizzato da Luciano di Samosata in un epigramma che recita:

## Onomastico
L'onomastico si può festeggiare il 20 aprile in memoria di sant'Acindino, martire a Roma con altri compagni sotto Diocleziano, oppure il 2 novembre (3 novembre su alcuni calendari) in onore di un altro sant'Acindino, uno dei martiri persiani. 

## Persone
- Gregorio Acindino, monaco e teologo bizantino
- Settimio Acindino, politico romano